# Свиндон
Свиндон (енгл. Swindon) је град у Уједињеном Краљевству у Енглеској. Према процени из 2007. у граду је живело 165.633 становника.

## Становништво
Према процени, у граду је 2008. живело 165.633 становника.
| 1981.   | 1991.   | 2001.   |
| ------- | ------- | ------- |
| 127.348 | 145.236 | 155.432 |

## Партнерски градови
- Залцгитер
- Ocotal
- Торуњ